# Amadu Bamba

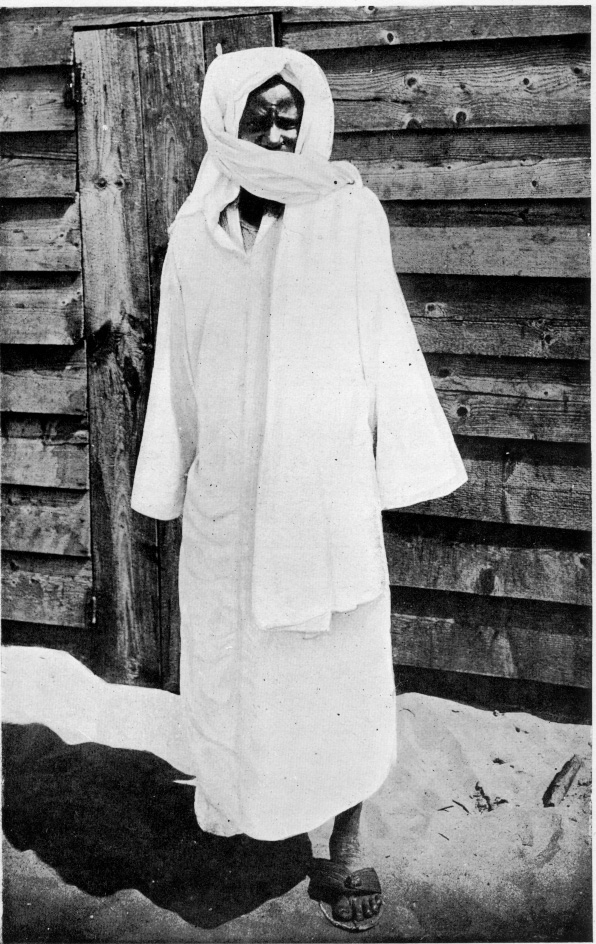
Amadu Bamba, vor 1923

Amadu Bamba, auch Ahmadou Bamba Mbacké (Wolof) oder (Scheich) Ahmad ibn Muhammad ibn Habīb Allāh (arabisch); (* 1853 in Mbacké-Baol, Senegal; † 19. Juli 1927 in Diourbel) war ein senegalesischer Marabout und der Begründer der Murīdīya, einer der wichtigsten islamischen Bruderschaften des Senegal. Bis heute besteht die Murīdīya aus einer Anzahl von Clanen und Familien, die die Brüder, Söhne und Schüler von Amadu Bamba begründet haben.

## Leben

### Aufstieg zum Marabout

Die beiden Königreiche Baol und Cayor, in denen Amadu Bamba am Anfang seiner Laufbahn lebte.

Bamba stammte aus einer alteingesessenen maraboutischen Familie im östlichen Teil des Königreichs Baol. Sein Großvater Maharram hatte hier das Dorf Mbacké-Baol gegründet, in dem Bamba 1853 geboren wurde. Sein Vater Momar Antasali war ein Gelehrter und Marabout der Qadiriyya, der ältesten Bruderschaft in Senegal. Bamba lernte schon früh den Koran auswendig und studierte unter der Anleitung seines Vaters und anderer senegambischer Gelehrter seiner Zeit islamische Wissenschaften. Bereits mit 15 Jahren verfasste er ein 1600 Verse umfassendes Gedicht über den Sufismus mit dem Titel Masālik al-ǧannān fī ǧamʿi mā farraqahu ad-Daimān.
Als 1871 die Franzosen Lat Dior, dem Damel von Cayor, erlaubten, sein Königreich wiederzubegründen, zog Bamba in das Dorf Mbacké-Kayor, das sein Vater dort gründete. Durch sein religiöses Wissen und seine Frömmigkeit erwarb er sich selbst den Ruf eines Marabout, so dass ihn auch Lat Dior bei politischen Entscheidungen zu Rate zog. Als 1883 Momar im Sterben lag, übertrug er Bamba die Sorge für seine jüngeren Söhne. Dieser kehrte ein Jahr später in sein Heimatdorf Mbacké-Baol zurück und brachte einige Anhänger mit, die vor den Turbulenzen in Cayor, die im Zusammenhang mit der Auflösung des Königreichs standen, flüchteten.
Konflikte zwischen den ursprünglichen Bewohnern des Dorfes und den zahlreichen Anhängern, die Amadu Bamba anzog, zwangen ihn ungefähr um 1888, das Dorf zu verlassen und in der Nähe ein neues Dorf zu gründen. Dieses Dorf mit dem Namen Darou Salam wuchs durch die zuziehende Anhängerschaft sehr schnell. 1889 wurde Amadou Bamba von einem Schüler des mauretanischen Scheichs Sidiyya Baba in den Qādirīya-Orden eingeführt. In den späten 1880er und frühen 1890er Jahren verfasste Bamba zahlreiche Gedichte zum Lobe des Propheten, Gedichte, die noch heute von seinen Anhängern rezitiert werden. Etwa um 1891 hatte er ein religiöses Erlebnis, das in den Quellen als „prophetische Offenbarung“ bezeichnet wird.

### Konfrontation mit der Kolonialmacht, Exil und Hausarrest
Die französische Kolonialregierung zeigte sich über Bambas wachsende Anhängerschaft und seine Möglichkeit zur Kriegsführung gegen die Kolonialmacht beunruhigt. Schon 1889, kurz vor der Eroberung von Jolof, begann die Kolonialverwaltung, Informationen über ihn zu sammeln. 1891 bestellte das Büro für politische Angelegenheiten in Saint Louis Amadu Bamba ein. Er erklärte bei dieser Gelegenheit den Franzosen seine Loyalität und gab die Namen seiner treuesten Anhänger bekannt. Aufgrund seiner schnell wachsenden Anhängerschaft blieben die Franzosen ihm gegenüber jedoch weiter misstrauisch. Nachdem die Franzosen Baol unter ihre Kontrolle gebracht hatten, wich Bamba im Frühjahr 1895 mit seiner engsten Anhängerschaft nach Jolof aus, das noch eine gewisse Autonomie besaß. Dort gewann er Einfluss auf Samba Laobe Penda, den die französische Verwaltung nach der Exilierung von Alburi Ndiaye als Oberhaupt eingesetzt hatte. Noch im August des gleichen Jahres wurde er jedoch von einer französischen Einheit gefangen genommen und anschließend für unbestimmte Zeit nach Gabun verbannt.
Das Exil in Gabun erhöhte Bambas Ansehen noch weiter. Bei seinen Anhängern verbreitete sich eine Reihe von Legenden über sein wundersames Überleben von Qualen, Entbehrungen und versuchten Hinrichtungen, die seiner Bewegung weiteren Zulauf brachten. Auf dem Schiff nach Gabun soll Bamba, dem das Gebet verboten war, sich angeblich von seinen Eisenfesseln befreit haben. Er soll über Bord in den Ozean gesprungen sein und auf einem Gebetsteppich, der aus dem Wasser auftauchte, zu beten begonnen haben. Als die Franzosen ihn in einen Ofen warfen, habe er sich niedergesetzt und mit Mohammed Tee getrunken. In einem Käfig mit wilden Löwen legten sich die wilden Tiere an seiner Seite nieder und schliefen.
Während Bambas Abwesenheit entwickelten Bambas Halbbruder Scheich Anta Mbacké und Ibra Fall, einer von Bambas engsten Anhängern, gute Beziehungen zur französischen Kolonialverwaltung. Ihre Eingaben führten dazu, dass Amadu Bamba 1902 nach Senegal zurückkehren durfte. Dort wurde er in den Hafenanlagen von Dakar wie ein Held empfangen. Während seines folgenden Aufenthaltes in Cayor und Baol war Bamba fast ständig in Begleitung von Schaikuna, dem Anhänger von und Schwiegersohn von Sidiyya Baba. Ein tumultartiger Empfang für ihn in Dakar im November 1902 beunruhigte jedoch die Kolonialbehörden.
Aufgrund von Gerüchten, dass Bamba einen Heiligen Krieg vorbereite, ließ ihn Ernest Roume, der Generalgouverneur von Französisch-Westafrika, im Juni 1903 erneut verhaften und ins Exil schicken, dieses Mal nach Trarza in Mauretanien, wo er unter die Obhut von Sidiyya Baba gestellt wurde. Über Briefe hielt Amadu Bamba aber intensiven Kontakt mit seiner Anhängerschaft. In einem dieser Briefe aus dem Jahre 1903 teilte er seine Anhänger in vier Kategorien, wobei er jeder Gruppe bestimmte Aufgaben zuwies. Verwandte wie sein Bruder Scheich Anta nutzten in dieser Zeit die Abwesenheit von Amadu Bamba, um sich selbst an den Geschenken seiner Anhänger zu bereichern.
Im Jahr 1907 stellte Bamba bei Jean-Baptiste Théveniaut, dem Zivilverwalter von Trarza, den Antrag, nach Senegal zurückkehren zu dürfen. Die Franzosen erkannten, dass sie durch eine Isolation Amadou Bambas die Expansion seiner Bewegung nicht aufhalten konnten, und ließen ihn nach Senegal zurückkehren, dieses Mal in das Dorf Chéyen in Jolof. Dort hielten sie ihn in einer Art Hausarrest, allerdings wurde Amadou Bamba regelmäßig von seinen Anhängern besucht, die ihm zahlreiche Geschenke überbrachten. Unter denjenigen, die sich ihm anschlossen, waren jetzt auch viele Angehörige der alten Herrscherfamilien, die ihre politische Macht an die Franzosen verloren hatten.

### Zusammenarbeit mit den Franzosen

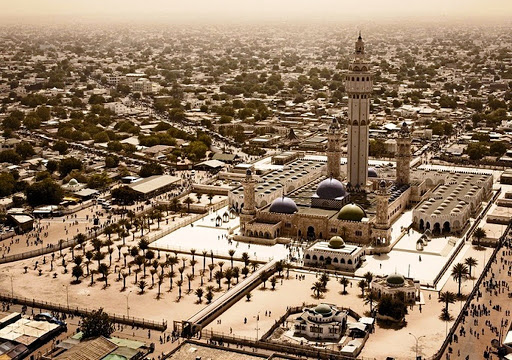
Die Große Moschee von Touba im Jahre 1990

Ende 1910 schrieb Amadu Bamba einen Rundbrief an seine Anhänger, in dem er sie zum Gehorsam gegenüber der Kolonialmacht aufforderte, die Frieden gebracht habe und zu mächtig sei, um gegen sie Dschihad zu führen. Die Franzosen, die erkannten, dass Bamba keine kriegerische Absicht habe, ließen ihn daraufhin 1912 nach Diourbel in Baol zurückkehren, ein Ereignis, das den Übergang zu guten Beziehungen mit der Kolonialregierung und zu einer neuen Expansionsphase seiner Bruderschaft, die seit 1909 als Murīdīya bekannt war, markierte. Der Gouverneur des Senegal teilte 1913 in einem amtlichen Schreiben mit, dass die Beziehungen mit Amadu Bamba nun normal seien und sich die Murīden sehr korrekt verhielten.
Bambas Lehre von der harten Arbeit diente den französischen Interessen. Für seine Unterstützung bei der Rekrutierung von Soldaten für den Ersten Weltkrieg wurde Amadou Bamba 1918 zum Ritter der Ehrenlegion ernannt. Nur gelegentlich zeigte sich bei der Bewegung Feindseligkeit gegenüber den Franzosen. So wurde im August 1912 bei einem Anhänger eine Bekenntnisschrift von Amadou Bamba gefunden, in der stand: "O ihr Juden und Europäer, sterbt und hofft morgen nicht auf Hilfe!"
Seine Anhängerschaft wuchs unterdessen weiter. Am Prophetengeburtstag 1914 empfing er 4.000 Pilger aus ganz Senegal, vier Jahre später hatte sich diese Zahl schon verfünffacht. Teilweise überstieg die Verehrung seiner Anhänger für ihn die eines normalen Marabout. Ein französischer Beamter berichtete im Jahre 1912, dass Bamba bei seiner Durchfahrt durch Mbacké-Baol mit Rufen "Unser Gott kehrt zurück" begrüßt wurde.
In diesen Jahren verlor Amadu Bamba allerdings die Kontrolle über seine Bewegung zunehmend an seine Umgebung. Ein französischer Beamter schrieb schon 1911, dass Amadu Bambu gewissermaßen nur noch der Ehrenvorsitzende sei, während andere Scheiche, seine Verwandten und Schüler, die tatsächliche Kontrolle übernommen hätten.
Die Jahre ab 1924 bis zu seinem Tod widmete Bamba der Errichtung einer großen Moschee in dem Dorf Touba, in dem er seine frühe Offenbarung erhalten hatte. Diese richtete er auch als Grabstätte ein. Die französische Verwaltung erlaubte den Bau erst 1925, nachdem Amadu ihr einen Betrag von 500.000 Francs entrichtet hatte.
Bamba starb am 19. Juli 1927 in seinem Haus in Djourbel. Da die französische Verwaltung unkontrollierbare Demonstrationen fürchtete, entfernte sie seinen Leichnam heimlich in der Nacht und brachte ihn zur Bestattung nach Touba.
Amadu Bamba war ein äußerst produktiver Autor. Sein Betätigungsfeld umfasste verschiedene Bereiche der islamischen Literatur wie Theologie, islamisches Recht und Sufismus. Ein Großteil seines Werks wird in der von ihm gegründeten Stadt Touba aufbewahrt.

## Heutige Verehrung

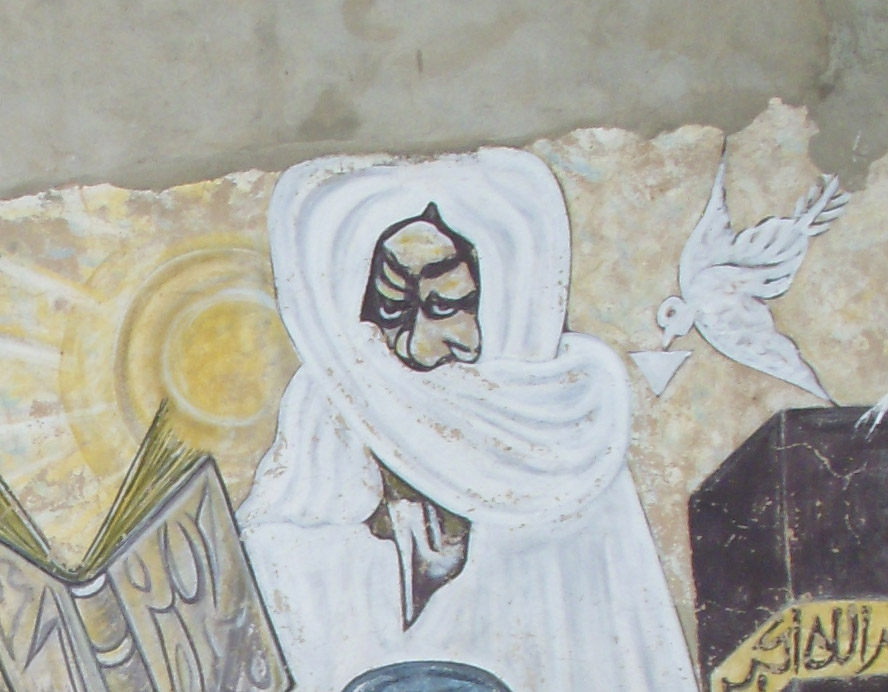
Wandmalerei in Dakar, Senegal, von Amadou Bamba

Bamba gilt unter seinen Anhängern noch heute als Erneuerer des Islam. Diesen Ruf begründen sie überlieferungsgeschichtlich mit einem Hadith Abū Dāwūds, wonach Allah den Muslimen zu Beginn eines jeden Jahrhunderts einen Erneuerer des Glaubens entsenden soll. In Abweichung zur traditionellen islamischen Lehre verkündete Bamba, dass zur Erlösung die Unterwerfung unter den Marabout und harte Arbeit nötig seien. Anhänger Bambas berühren mit ihrer Stirn Wandbilder mit seinem Porträt oder küssen diese, weil nach ihrer Ansicht von den Bildern Baraka (Segenskraft) ausgeht.
Bei der intellektuellen Elite der Muriden wird vor allem das Gedenken an Ahmadu Bambas Exilierung durch die Franzosen im Jahre 1895 gepflegt. Sie soll erfolgt sein, weil Ahmadu Bamba sich weigerte, dem Islam abzuschwören. In Erinnerung an dieses Ereignis führten die Muriden 1980 eine neue Wallfahrt ein, den Magal der zwei Rakʿas am 5. September. Damit wird daran gedacht, dass Ahmadu Bamba, als er vom französischen Gouverneur einbestellt wurde, darauf bestand, sein Gebet mit zwei Rakʿas zu verrichten.

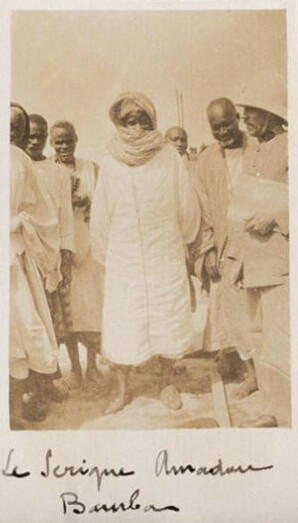
Amadu Bamba (1918)

Von Bamba sind mehrere Fotografien überliefert. Sie zeigen ihn in der klassischen Kopfbedeckung und Kleidung eines Marabout, bei der ein Schal den Großteil des Gesichts versteckt. Verschiedene Versionen dieser Bilder werden überall im Senegal und in den muridischen Gemeinschaften in Paris und New York gezeigt.
Ehrende Beinamen von Amadu Bamba sind Sériñ Touba ("Heiliger Mann von Touba"; Wolof) und Chādimu r-Rasūl (arabisch, „Diener des Propheten“).

## Belege
1. ↑  Vgl. Christian Coulon: Women, Islam and baraka. In: Donal B. Cruise O’Brien, Chritian Coulon: Charisma and Brotherhood. Oxford 1988, S. 113–135, hier S. 125.
2. ↑  Vgl. Robinson: Paths of accomodation. 2000, S. 210.
3. ↑  Vgl. Robinson: Paths of accomodation. 2000, S. 212.
4. ↑  Vgl. O’Brien: The Mourides of Senegal. 1971, S. 40.
5. ↑  Vgl. Robinson: Paths of accomodation. 2000, S. 212.
6. ↑  Vgl. Robinson: Paths of accomodation. 2000, S. 213.
7. ↑  Vgl. O’Brien 1971, 41.
8. ↑  Vgl. Robinson: Paths of accomodation. 2000, S. 214.
9. ↑  Vgl. Robinson: Paths of accomodation. 2000, S. 214–216.
10. ↑  Vgl. dazu O’Brien: The Mourides of Senegal. 1971, S. 43.
11. ↑  Vgl. Robinson: Paths of accomodation. 2000, S. 216–218.
12. ↑  Vgl. Robinson: Paths of accomodation. 2000, S. 218.
13. ↑  Vgl. O’Brien 1971, 52.
14. ↑  Vgl. O’Brien 1971, 54.
15. ↑  Vgl. Robinson: Paths of accomodation. 2000, S. 221.
16. ↑  Vgl. O’Brien 1971, 52
17. ↑  Vgl. O’Brien 1917, 45.
18. ↑  Vgl. O’Brien 1971, 57.
19. ↑  Vgl. Robinson: Paths of accomodation. 2000, S. 223.
20. ↑  Vgl. O’Brien 1971, 46.
21. ↑  Zit. O’Brien 1971, 50.
22. ↑  Vgl. O’Brien 1971, 47.
23. ↑  Vgl. O’Brien 1971, 54.
24. ↑  Vgl. O’Brien 1971, 55.
25. ↑  Vgl. Robinson: Paths of accomodation. 2000, S. 224.
26. ↑  Vgl. O’Brien 1971, 48.
27. ↑  Allen F. Roberts, Mary Nooter Roberts: A Saint in the City. Sufi Arts of Urban Senegal. In: African Arts, Bd. 35, Nr. 4, Winter 2002, S. 52–73+93–96, hier S. 55
28. ↑  Vgl. Donal B. Cruise O’Brien: Charisma Comes to Town: Mouride Urbanization 1945-1986. In: Donal B. Cruise O’Brien, Chritian Coulon (Hrsg.): Charisma and Brotherhood. Oxford 1988, S. 135–157, hier S. 150f.

| Personendaten    | Personendaten                   |
| ---------------- | ------------------------------- |
| NAME             | Bamba, Amadu                    |
| ALTERNATIVNAMEN  | Chādim ar-Rasūl                 |
| KURZBESCHREIBUNG | Begründer der Sufi-Bruderschaft |
| GEBURTSDATUM     | 1853                            |
| GEBURTSORT       | Mbacké-Baol, Senegal            |
| STERBEDATUM      | 19. Juli 1927                   |
| STERBEORT        | Diourbel                        |